# Ali Podrimja
Ali Podrimja, född den 28 augusti 1942 i Gjakova i Kosovo i Jugoslavien, död den 21 juli 2012 i Lodève i Frankrike, var en albansk poet.
Efter en svår barndom studerade han det albanska språket och albansk litteratur i Pristina. Han gav ut sin första diktsamling, Thirrje, 1961, när han fortfarande gick i skolan. Han etablerade sig sedan som en av de största poeterna både i Kosovo och Albanien.

### Fotnoter
1. 1 2 3  matchID, matchID-ID: AaANsjw3fJcj, läst: 3 april 2024.[källa från Wikidata]
2. ↑  Poet found dead in France (på engelska), läs online, läst: 23 juli 2012.[källa från Wikidata]